# Megalithanlage von Castlemary
Die Megalithanlage von Castlemary liegt nördlich der R631, etwa 2 km westlich von Cloyne und 6,0 km südlich von Midleton im Townland Castlemary (irisch Carraig an Chotaigh) im County Cork in Irland.
Sie besteht aus fünf erhaltenen Steinen. Einem unregelmäßigen 4,6 m langen und 4,3 m breiten Deckstein, der auf zwei Tragsteinen liegt. Der eine hat eine Höhe von 1,22 m, eine Breite von 1,13 m und eine Dicke von 0,4 m. Die Südseite neigt sich leicht nach innen. Der andere Stein ruht horizontal auf einem Steinbett und ist 2,71 m lang, 1,4 m breit und 0,64 m dick. Etwa zwei Meter westlich liegen zwei weitere Steine übereinander (1,63 m lang, 1,22 m breit, 0,32 m dick und 2,06 m lang, 1,62 m breit und 0,45 m dick).
Laut O’Kelly handelt es sich um die Reste eines zerstörten Wedge Tombs, aber de Valera und Ó Nualláin (1982) zweifeln dies an. Antiquare aus der Mitte des 19. Jahrhunderts geben an, dass weitere Steine vorhanden waren.